# Brassói Állatkert
A brassói állatkert (románul: Zoo Brașov) 1960-ban létesült a Noa-negyedben, a Keresztényhavas északkeleti nyúlványai által körülzárt völgyben. A 2010-es években széleskörű felújításon esett át. Területe 10 hektár, több mint 70 állatfajnak ad otthont, és évi 270 000 látogatója van.

## Története
1960-ban alapították, mint vadaskertet (colț zoologic), majd 1992-ben állatkerté minősítették, és felvette a Grădina Zoologică Brașov (Brassói Állatkert) nevet. Az 1960-as években készült ketreceket és kialakítást több mint fél évszázadon keresztül használták. 2006-ban felvetették, hogy korszerűsítik a brassói Sisak Tamás tervei alapján, de pénzhiány miatt csak 2010-ben tudtak nekikezdeni a munkálatoknak. A felújított állatkertet 2014. október 6-án nyitották meg, és az illetékesek szerint Románia legmodernebb ilyen intézménye.

## Leírása
2006-ban 4 hektáron 54 állatfaj 250 egyedét mutatta be, és évi 76 000 látogatója volt. 2015-ben területe 10 hektár, az állatfajok száma 72, az egyedeké 338 volt, és évi 270 000-en látogatták. A látványosságok közé tartozik a trópusi ház, a kerített porta, és a nagymacskák ketrecei fölött húzódó gyaloghíd. Különlegesebb állatai a hópárduc, hóbagoly, fehér oroszlán, teve. Itt van az ország legnagyobb mérges kígyó gyűjteménye. 2019 júniusában megnyílt az állatkert planetáriuma.

## Képek

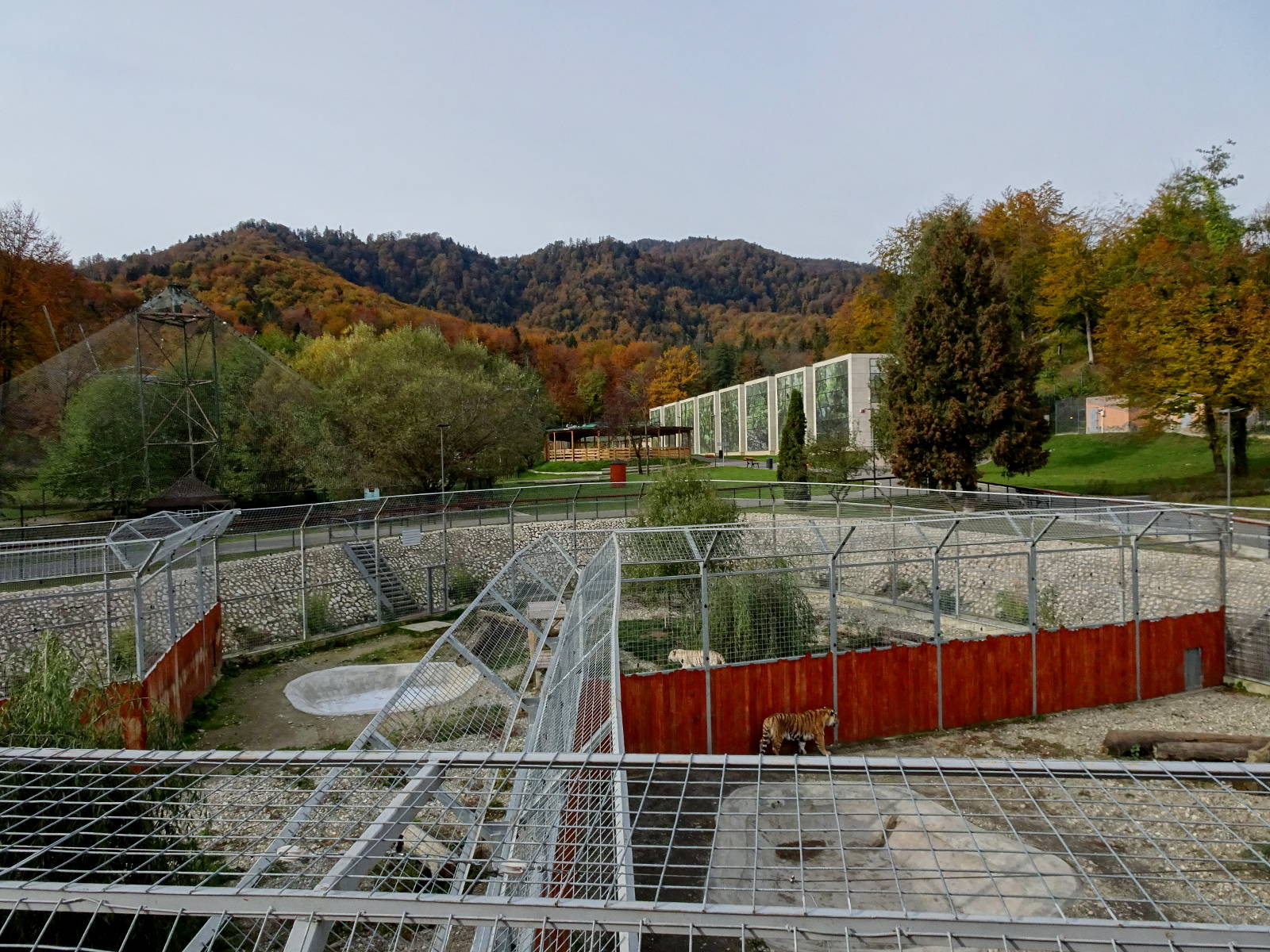
Részlet
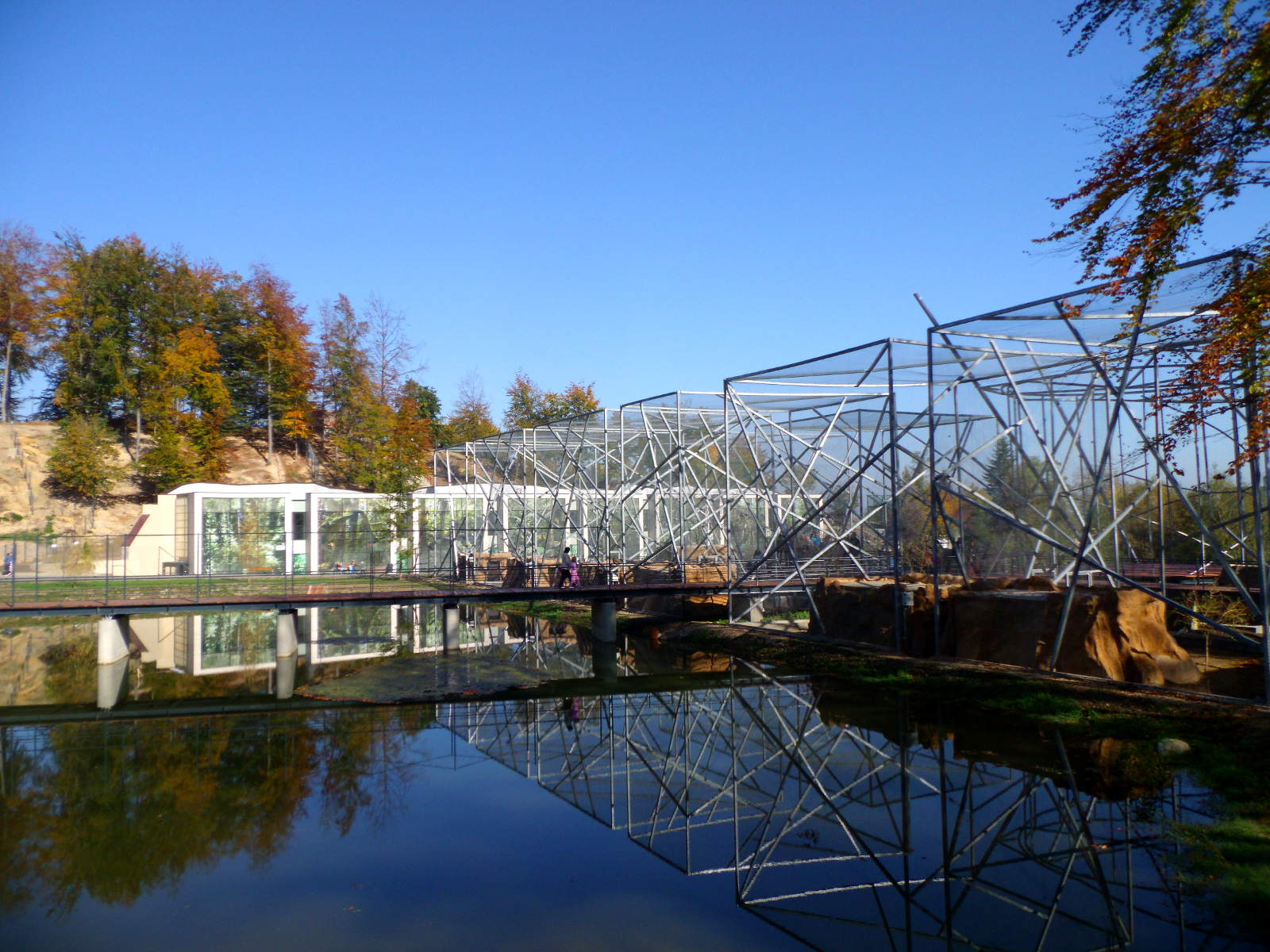
Tó és madárröptetők
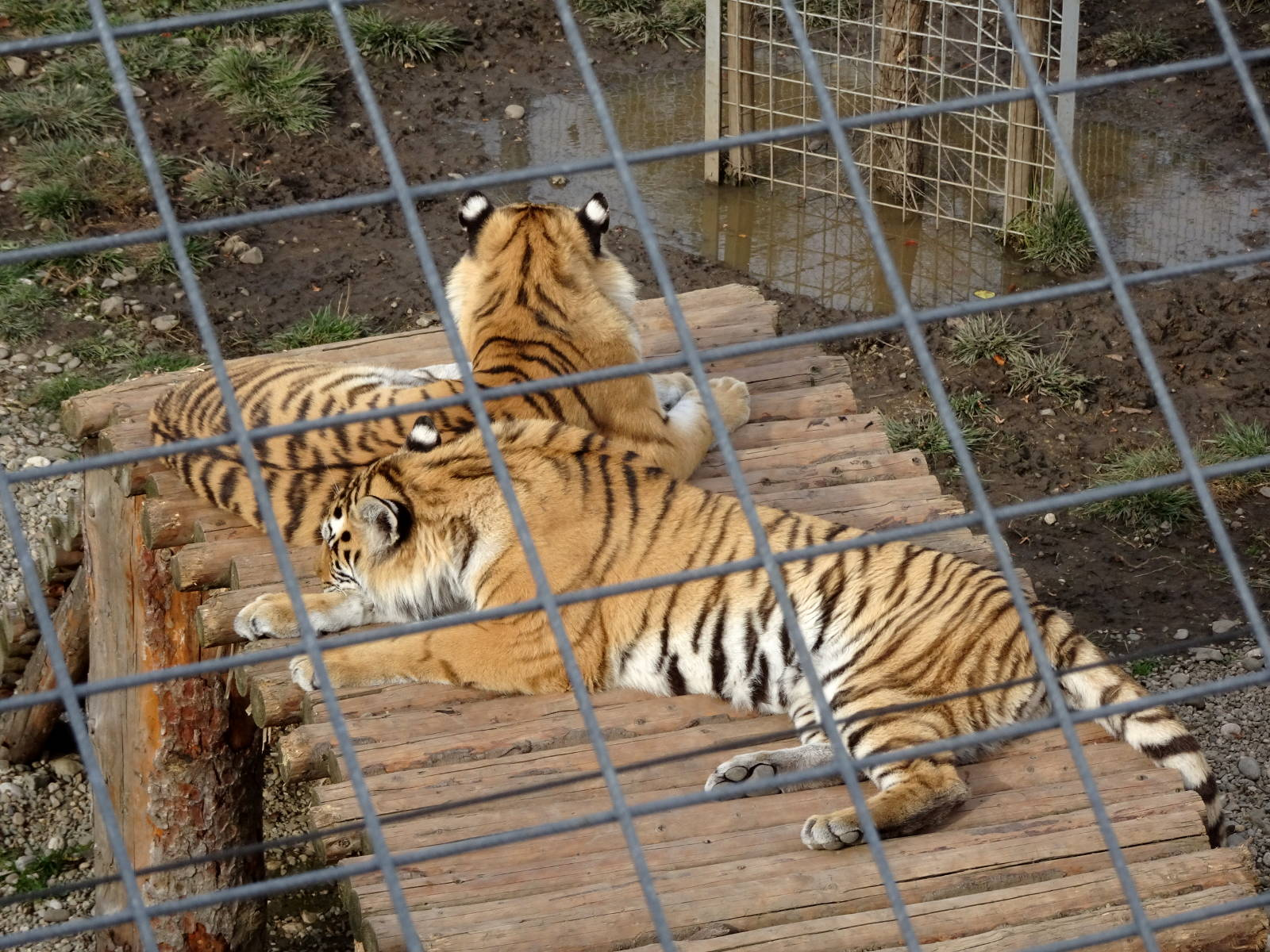
Tigrisek
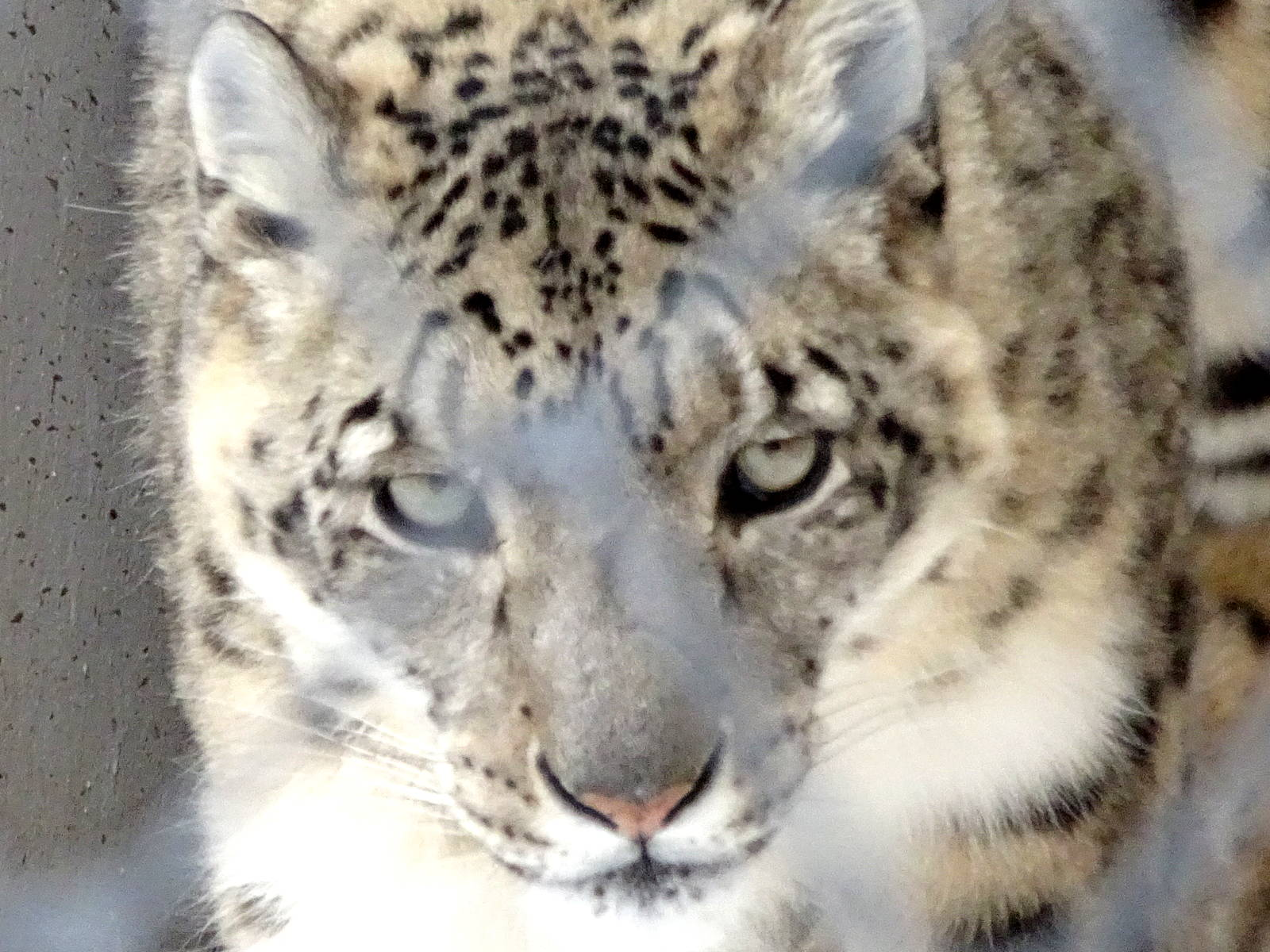
Hópárduc
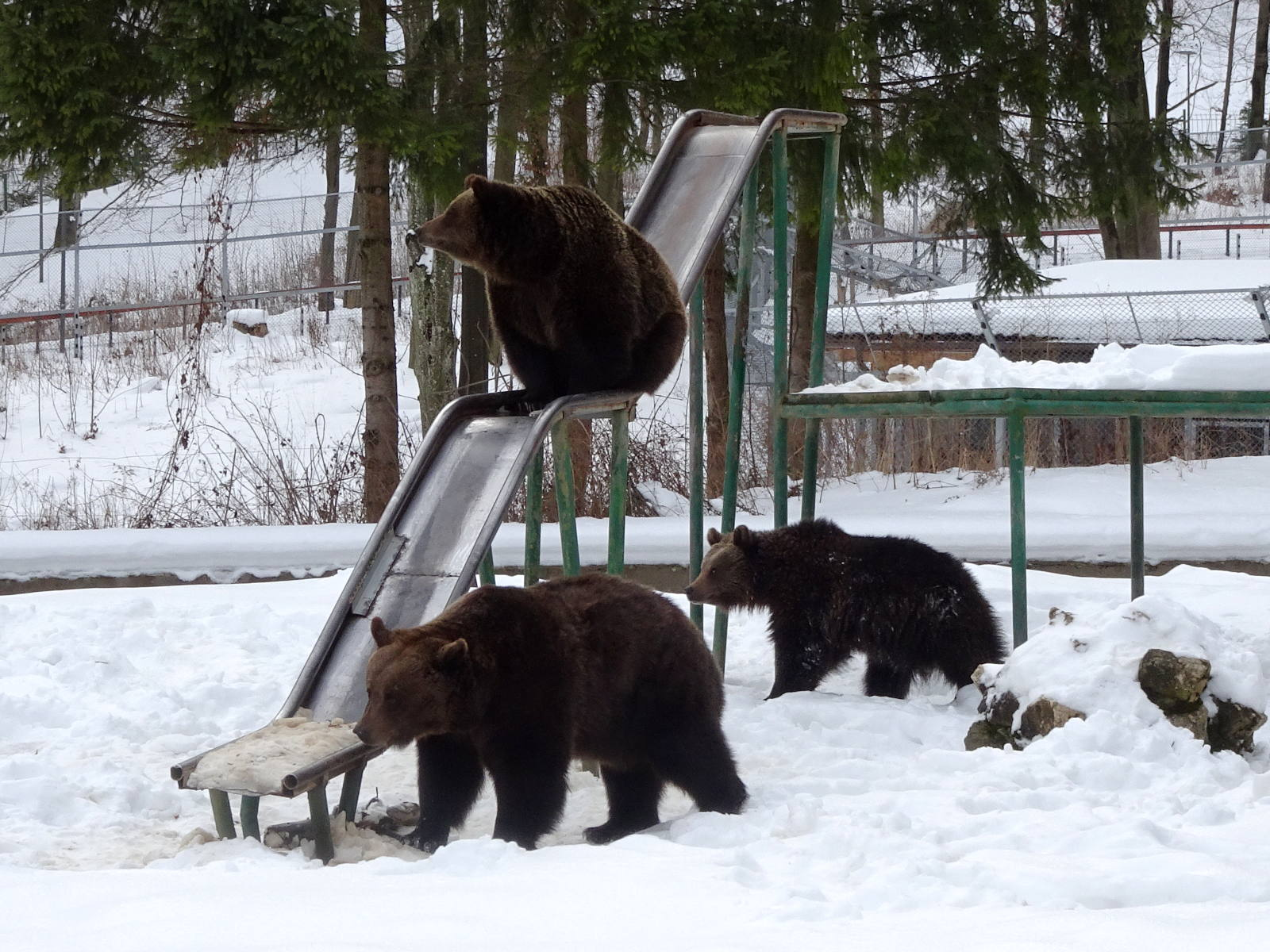
Medvék